# Diplonotos similis
Diplonotos similis är en mossdjursart som beskrevs av Gordon 1993. Diplonotos similis ingår i släktet Diplonotos och familjen Bifaxariidae. Inga underarter finns listade i Catalogue of Life.